# Nobarnus
Nobarnus is een geslacht van wantsen uit de familie van de Tingidae (Netwantsen). Het geslacht werd voor het eerst wetenschappelijk beschreven door William Lucas Distant in 1920.

## Soorten
Het genus bevat de volgende soorten:

- Nobarnus albiceps Guilbert, 1997
- Nobarnus doboszi Guilbert, 2014
- Nobarnus monteithi Guilbert, 2014
- Nobarnus nigriceps Guilbert, 1997
- Nobarnus picarti Guilbert, 2008
- Nobarnus pilosa Guilbert, 1997
- Nobarnus quadrispini Guilbert, 2002
- Nobarnus signatus (Distant, 1920)
- Nobarnus typicus Distant, 1920
- Nobarnus wanati Guilbert, 2014